# Punk.billy.ska.core
Punk.Billy.Ska.Core è una raccolta del gruppo italiano ska core e punk rock Shandon, pubblicato nel 2001 dalla Ammonia Records.
È un doppio album contenente i primi lavori della band: il primo disco contiene Skamobile e l'EP 2 Gusti 2 Baci mentre il secondo i due demo PunkBillySkaCore e Shandon, oltre a brani inclusi in varie compilation.

## Tracce
CD 1

### (Skamobile LP/97)
1. Videogame - 2:56
2. Violenza - 2:06
3. Uniform - 2:10
4. Shandon - 2:33
5. What I Want? - 1:25
6. Amore e Disgusto - 1:32
7. It's Alright - 2:56
8. Taxi Driver - 2:00
9. Skate - 2:41
10. Hamburger - 2:02
11. Light - 2:50
12. Questosichiamaska - 1:40
13. Rasta Tribes - 2:15
14. Digging - 1:29
15. L'informazione - 2:23
16. Walkin' Around - 2:11
17. Paranoid - 2:23
18. My Sun - 2:31

### (2 Gusti 2 Baci 7"/97)
1. S.O.S. - 1:32
2. Deception - 1:23
3. Anni e Parole - 1:13
4. Misfits - 1:54
5. Gotta Work - 1:59
6. Sweet Dirty Girl - 1:43

CD 2

### (PunkBillySkaCore, Demo/95)
1. Hey You - 2:26
2. Lifetime Event - 2:05
3. Dance For Me - 1:27
4. Questosichiamaska - 1:34
5. Slave Of Time - 1:26
6. Uniform - 2:09
7. My Sun - 2:14
8. It's Alright - 2:55
9. Ciò che ho dentro - 1:41
10. Perché - 2:28
11. Hamburger - 1:54
12. Scream In Silence - 0:24
13. The Unlucky - 1:30
14. Noi Oi - 1:55
15. PunkBillySkaCore - 2:13

### (Shandon, Demo/94)
1. This Is The Life - 1:49
2. Go To Liverpool - 1:23
3. Soldier or Citizen - 2:15
4. Light - 2:49
5. Go Away - 0:58
6. Another Wave - 1:37
7. Only The Best - 1:07
8. Walkin' Around - 2:09
9. What I Want? - 1:20
10. Behind A Son - 2:27
11. Noi Oi - 1:50
12. Rasta Tribes - 2:10

### (Compilation, 96-2001)
1. Condom Song - 2:18 (in The Rise of European Civilization, 1996, Point Break Records)
2. This Is Your Life - 1:39 (Unreleased, 1996)
3. Hey You - 2:18 (in Great Time For, 1999, Agitato Records)
4. Rasta Tribes - 2:18 (in 2001: A Punk Odissey, 2001, Ammonia Records)
5. Ok - 2:06 (in Astropunkers 2000, 2000, Agitato Records)
6. Lifetime Event - 2:07 (in Astropunkers 2000, 2000, Agitato Records)
7. My Ammonia - 2:14 (in Astropunkers 2000, 2000, Agitato Records)